# عزلة بني الحارث (عمران)

تعديل مصدري - تعديل

عزلة بني الحارث هي إحدى عزل مديرية السود في محافظة عمران اليمنية ويبلغ تعداد سكانها 2897 نسمة حسب التعداد السكاني في اليمن لعام 2004.